# Dennis the Menace (serie televisiva)
Dennis the Menace è una serie televisiva statunitense in 146 episodi trasmessi per la prima volta nel corso di 4 stagioni dal 1959 al 1963.
È una sit-com del genere familiare. Seguendo la strada tracciata da Il carissimo Billy, la serie ruota attorno alle vicende del piccolo "Dennis Mitchell" (interpretato da Jay North) e dei suoi genitori, Henry e Alice. È tratta da una serie di fumetti omonima ideata da Hank Ketcham.

## Trama
Dennis Howard è un ragazzino terribile che ne combina di tutti i colori, per la disperazione dei suoi genitori. La sua vittima preferita è il vicino di casa, George Wilson.

## Personaggi e interpreti
- Dennis Mitchell (146 episodi, 1959-1963), interpretato da Jay North.
- Alice Mitchell (145 episodi, 1959-1963), interpretata da Gloria Henry.
- Henry Mitchell (144 episodi, 1959-1963), interpretato da Herbert Anderson.
- Tommy Anderson (111 episodi, 1959-1963), interpretato da Billy Booth.
- George Wilson (102 episodi, 1959-1962), interpretato da Joseph Kearns.
- Martha Wilson (90 episodi, 1959-1962), interpretata da Sylvia Field.
- John Wilson (44 episodi, 1962-1963), interpretato da Gale Gordon.
- Margaret Wade (38 episodi, 1959-1963), interpretata da Jeannie Russell.
- Eloise Wilson (36 episodi, 1962-1963), interpretata da Sara Seegar.
- Seymour (32 episodi, 1960-1963), interpretato da Robert John Pittman.
- Sergente Theodore Mooney (31 episodi, 1960-1963), interpretato da George Cisar.
- Mrs. Elkins (26 episodi, 1959-1963), interpretata da Irene Tedrow.
- Otis Quigley (14 episodi, 1959-1963), interpretato da Willard Waterman.
- Esther Cathcart (10 episodi, 1959-1962), interpretata da Mary Wickes.

### Altri interpreti e guest star
Tra le guest star e gli attori che hanno interpretato più di un episodio:
Elizabeth Harrower (10 episodi), Charles Seel (9), Gregory Irvin (9), Kathleen Mulqueen (8), Lillian Culver (7), Charles Lane (6), Laurence Haddon (6), Paul Barselou (6), Ron Howard (6), Maurice Manson (5), Robert Williams (5), Gil Smith (5), Charles Watts (5), Bob Hastings (5), Helen Kleeb (5), Alan Hewitt (4), Richard Collier (4), Will Wright (4), Norman Leavitt (4), Hal Hopper (4), Pat Coghlan (4), Walter Reed (4), Forrest Lewis (3), Molly Dodd (3), Vaughn Taylor (3), Chubby Johnson (3), Edward Everett Horton (3), Tyler McVey (3), Dub Taylor (3), Anne Bellamy (3), David Alan Bailey (3), Jonathan Hole (3), Carol Hill (3), Stuart Nisbet (3), Skip Torgerson (3), Harry Swoger (3), Lucille Wall (3), Lin Pierson (3), Hardie Albright (3), Michael Flatley (3), Harold Gould (2), Alice Pearce (2), Parley Baer (2), James Millhollin (2), Roy Roberts (2), Henry Beckman (2), Nancy Evans (2), Elvia Allman (2), Eddie Marr (2), Harry Ellerbe (2), Dean Moray (2), Louise Lorimer (2), Jess Kirkpatrick (2), Harvey Korman (2), Wallace Rooney (2), Alan Gerrard (2), Hal Smith (2), Lee Millar (2), Stafford Repp (2), Jack Daly (2), Ronald Long (2), Byron Foulger (2), Hugh Sanders (2), Frances Rey (2), Parke Perine (2), Craig Jackson (2), Ollie O'Toole (2), Arthur Malet (2), Adrienne Marden (2), Jean Howell (2), Charles Alvin Bell (2), Arthur Peterson (2), Mark Rodney (2), Jon Lormer (2), Regina Gleason (2), Harry Jackson (2), Bob Jellison (2), Hoke Howell (2), Wayne Tucker (2).

## Produzione
La serie fu prodotta da James D. Fonda e Winston O'Keefe per la Darriell Productions e la Screen Gems

### Registi
Tra i registi sono accreditati:
- Charles Barton in 90 episodi (1960-1963)
- William D. Russell in 48 episodi (1959-1961)
- Don Taylor in 4 episodi (1959-1960)
- Jeffrey Hayden in 2 episodi (1962-1963)
- Norman Abbott in un episodio (1960)
- James Goldstone in un episodio (1961)

### Sceneggiatori
Tra gli sceneggiatori sono accreditati:
- Russell Beggs in 4 episodi (1961-1962)
- Joe Bigelow in 7 episodi (1962-1963)
- Peggy Chantler Dick in 28 episodi (1959-1961)
- Dick Conway in un episodio (1960)
- Hannibal Coons in 6 episodi (1959-1961)
- William Cowley in 29 episodi (1959-1961)
- Cally Curtis in un episodio (1960)
- John Elliotte in 11 episodi (1961-1962)
- Herbert Finn in 7 episodi (1962)
- James Fonda in 3 episodi (1960)
- Keith Fowler in 32 episodi (1961-1963)
- Clifford Goldsmith in 2 episodi (1959-1962)
- Budd Grossman in 26 episodi (1961-1963)
- Hank Ketcham in 146 episodi (1959-1963)
- Phil Leslie in 42 episodi (1960-1963)
- Mort R. Lewis in un episodio (1961)
- Louella MacFarlane in 9 episodi (1960-1961)

## Distribuzione
La serie fu trasmessa negli Stati Uniti dal 4 ottobre 1959 al 7 luglio 1963 sulla rete televisiva CBS.
Altre distribuzioni:
- in Finlandia il 16 maggio 1960 (Ville Vallaton)
- in Francia l'11 luglio 1963
- nei Paesi Bassi l'8 ottobre 1966
- in Argentina (Daniel el travieso)
- in Francia (Denis la petite peste)
- nel Regno Unito (Just Dennis)
- in Venezuela (Daniel el travieso)

## Episodi
| Stagione         | Episodi | Prima TV USA | Prima TV Italia |
| ---------------- | ------- | ------------ | --------------- |
| Prima stagione   | 32      | 1959-1960    |                 |
| Seconda stagione | 38      | 1960-1961    |                 |
| Terza stagione   | 38      | 1961-1962    |                 |
| Quarta stagione  | 38      | 1962-1963    |                 |